# Modele de supradotare
Inteligența a fost de-a lungul istoriei criteriul cel mai des folosit în definirea și identificarea persoanelor supradotate. Paralelismul dintre dezvoltarea modelelor de inteligență și consecința acestui fapt asupra diverselor concepții în privința supradotării este un fenomen inevitabil.

## Modele de caracteristici orientate
Principalii autori: Lewis Terman, Taylor C. W., Howard Gardner, consideră supradotarea o trăsătură cu totul relativă, care nu depinde nici de perioada istorică și nici de situația culturală sau socio-economică. Pentru Terman (1925), esența inteligenței, a supradotării se găsește în gândirea logică și în judecată. La rândul său, Taylor (1978), ocupându-se de multiplele aspecte ale inteligenței supradotatului, considera că fiecare individ are talent într-o activitate concretă și aceasta face să poată fi considerat supradotat într-un domeniu concret. Definirea și identificarea supradotatului trebuie să se facă, așadar, în funcție de contextul social.
În studiile sale despre supradotați, Gardner întreprinde o verificare a biografiilor unor matematicieni, muzicieni și pictori eminenți (Teoria inteligențelor multiple, 1983), estimând că atât comportamentul, cât și contribuția acestor subiecți la domeniul în care au excelat se disting printr-o originalitate și printr-un randament excepționale, caracteristici ce s-au dezvoltat încă din copilărie și s-au reflectat în temperament, personalitate și chiar în stilul lor cognitiv. Bazându-se pe conceptul de inteligențǎ, în general, Gardner discrimineazǎ și analizeazǎ urmǎtoarele inteligențe multimple: inteligența lingvisticǎ, inteligența logico-matematicǎ, inteligența spațialǎ, inteligența kinestezicǎ, inteligența inter și intra personalǎ (Carmen Crețu, 1997). Strategia de evaluare a modelului lui Gardner distinge: inteligențele individual-specifice(date prin structura neurofiziologicǎ), inteligențele specifice domeniilor de expresie a excelenței și inteligențele specifice câmpurilor de manifestare socialǎ a excelenței.

## Modele de componente cognitive
Reprezentanții acestei orientări: Rüppell, Sternberg, Jackson, Butterfield, Davidson, consideră calitatea informației ce se prelucrează mai importantă decât rezultatul la test. Rüppell (1992 și 1994) propune un test pe care îl numește testul DANTE (Diagnosticarea geniului în ingineria științifico-naturală) pentru măsurarea calităților relevante în prelucrarea umană a informației științifice și tehnologice. El consideră că „centrul rezolvării problemelor complexe și gândirea creativă" trebuie căutate în următoarele caracteristici ale procesului: finețea analogiei structurale, subtilitatea analogiei procesuale, elaborarea selectivă, capacitatea de coordonare logică, flexibilitatea structurală sau vizual-spațială și gândirea sinergetică.
Conform lui Rüppell, aceste calități ale procesului informării nu sunt acoperite de testele clasice de inteligență, motiv pentru care propune înlocuirea IQ prin QI, care ar reprezenta calitatea informației procesate, adică procesele constructive, și nu abilitățile statice.
Teoria triadică a lui Sternberg și procesele cognitive sunt fundamentale pentru explicarea supradotării. Spre deosebire de Renzulli, Sternberg evidențiază procesul ales de individ în înfruntarea unei situații, mai degrabă decât rezultatul în sine, adică rezolvarea problemelor, produs al codificării, combinației și comparației selective a informației obținute.
Teoria triadică încearcă să definească inteligența prin intermediul a trei subcategorii sau subteorii: individuală, experiențială și contextuală. Ea vizează: 
- componentele instrumentale ce ajută la procesarea informației;
- relația dintre mecanismele interne ale inteligenței individuale și inteligența contextuală a subiectulu;
- adaptarea intenționată, configurația și selecția obiectelor lumii reale, aspecte relevante pentru viața subiectului.

Teoria triadică implică o concepție asupra talentului intelectual mai cuprinzătoare decât concepțiile uzuale, inclusiv acelea care au în vedere atât creativitatea și motivația, cât și inteligența. Acest talent intelectual nu poate fi considerat un atribut unidimensional, el trebuind interpretat din toate perspectivele posibile, care bineînțeles pot diferi nu doar de la un grup la altul, ci și de la o persoană la alta .
Jackson și Butterfield (1986) acordă o mare importanță rolului pe care-1 îndeplinește metacogniția în supradotare. În concepția acestor autori, supradotarea se definește doar din punctul de vedere al comportării strălucite a subiectului; astfel, învățarea unei abilități cu o rapiditate și cu o ușurință neobișnuite ar putea fi calificată drept exemplu al comportării unui individ supradotat.În același stil, Davidson (1986) observă că variabila cea mai importantă a supradotării este perspicacitatea (insight).

## Modele de realizare orientate
Autorii acestei orientări: Joseph Renzulli, Gagne, Feldhusen, în programele menite să sprijine supradotarea, fac distincție între capacitățile potențiale și cele realizate. Cunoașterea a ceea ce este „potențial" și a ceea ce este „realizat" stabilește oportunitatea intervenției.
Concepția profesorului J.S. Renzulli (Crețu Carmen, 1997): „Modelul triadic al dotǎrii superioare”, a fost publicatǎ prima datǎ în 1978, în articolul ”Ce determinǎ dotarea, aptitudinea înaltǎ” .

## Modele socioculturale, psihosociale orientate
Reprezentanți ai acesteor modele sunt: Tannenbaum, Csikszentmihalyi, Heller, Hany, Mönks, Alonso și Benito. Identificarea copilului supradotat trimite întotdeauna la unul sau mai multe modele ce se completează reciproc fără să se excludă. Studiile realizate recent în domeniul psihologiei sociale evidențiază rolul învățării creative și influențele sociale. Influențele favorabile sau nefavorabile ale socializării evolutive asupra supradotării au fost studiate mai ales în mediul social reprezentat de familie, școală, timp liber și ariile profesionale (Gruber și Davis, 1988; Csikszentmihalyi, 1988, 1993; Alonso, 1995a-apud Yolanda Benito, 2003, pg.37).
Mönks (1992) consideră că dezvoltarea psihologică a copilului supradotat este o problemă a ciclului vital și un proces de interacțiune, dezvoltarea copilului supradotat fiind văzută, din această perspectivă, ca proces. În acest sens, Mönks și Spiel (1994) au vorbit despre întrunirea următoarelor caracteristici fundamentale:
- dezvoltarea de-a lungul vieții: dezvoltarea ca un proces de schimb are loc de-alungul întregii vieți; nici o perioadă de vârstă nu deține monopolul dezvoltării;
- multidimensionalitatea: dezvoltarea umană constă în diverse dimensiuni și compo¬nente din cadrul acestor dimensiuni;
- plasticitatea: dezvoltarea poate avea diverse căi, în funcție de condițiile vieții individului;
- poziția istorică: dezvoltarea este influențată de circumstanțele istorice, precum și de cele economice și culturale;
- contextul: individul acționează și reacționează în orice context; moștenirea nu trebuie privită ca destin, ci este întotdeauna „moștenire într-un mediu specific" (Vossen, 1992);
- multidisciplinaritatea: dezvoltarea trebuie studiată într-un context interdisciplinar.

Modelul lui Mönks presupune o modificare și o extindere a „teoriei celor trei inele" a lui Renzulli. Acest model a încercat sǎ descopere factorii cei mai importnați care pot genera strategii cognitive performante și care au cea mai mare frecvențǎ în ceea ce privește istoricul preadolescentului  supradotat, relațiile cu familia și cu prietenii, contextul socio-cultural.Mönks propune o nouǎ viziune graficǎ ce sugereazǎ exprimarea aptitudinilor într-o interacțiune dinamicǎ cu mediul, în genere. 
Modelul interdependenței triadice a supradotării (Mönks) modifică unele concepte folosite de Renzulli. Astfel, „angajarea în sarcinǎ” devine la Mönks motivație, ce presupune asumarea datoriei, perseverența, asumarea  riscului, sistem de selecție și direcționare. 
Potrivit lui Mönks, există o serie de domenii ale comportamentului ce pot fi considerate universale, în această categorie intrând afecțiunea, prietenia, sexualitatea, dezvoltarea, autonomia și identitatea. Domeniile respective cunosc evoluții specifice în timpul adolescenței. Dacǎ la vârsta adolescenței, supradotatul experimenteazǎ o situație de eșec școlar sau de subrealizare, imaginea de sine va fi ptivitǎ în sens negativ, cu grave consecințe pentru viața adultǎ (Doru Popovici, 2004).
În definiția lui, Mönks vorbește despre „abilități intelectuale înalte" și nu despre „capacitǎți superioare mediei": dacǎ la Renzulli (Crețu Carmen, 1997), aptitudinile supramedii desemnau 25%-30% din populația de aceeași vârstǎ, Mönks vizeazǎ un segment populațional de aproximativ 10,5% din populația școlarǎ, identificând ca având cele mai înalte scoruri la un test/probǎ echivalentǎ(exemplu: credite școlare, performanțe deosebite).
Tannenbaum propune o definiție psihosocială a supradotării în care excelența este
considerată produsul suprapunerii a cinci factori:	
1. Capacitatea generală - factorul g sau inteligența generală.
2. Capacitatea specială, aptitudinile și abilitățile speciale.
3. Factori non-intelectuali: forță personală, devotament, putere de sacrificiu și alte trăsături ale personalității de succes.
4. Factori ambientali: căminul, școala și comunitatea, care stimulează și ajută.
5. Factori întâmplători: circumstanțe neprevăzute în structura oportunităților și în stilul de viață obișnuit, care pot influența declanșarea realizării excepționale.

## Modelul de îmbogățire psihopedagogică și socială (MEPS)
Elevii supradotați au nevoie de o gamă amplă de oportunități care cu greu pot fi oferite prin curricula obișnuitǎ. Modelul de îmbogățire psihopedagogică și socială (MEPS) al lui Alonso și Benito (1992; Alonso, 1995a)-conceput în Centrul „Huerta del Rey’, în 1989, se află într-un stadiu de perfecționare, adaptat și populației noastre.El propune o perspectivă amplă printr-o aproximare multidimensională, ce include atât personalitatea, cât și componentele sociale și alți factori determinanți informativi, aptitudinali și cognitivi.
Modelul de îmbogățire psihopedagogică și socială (MEPS) se bazează pe studiul diferențelor în privința dezvoltării și a caracteristicilor copiilor supradotați, prin multiple procedee, probe psihometrice, observații, interviuri, chestionare etc. Astfel, ar putea să fie realizate o orientare și o intervenție asupra următorilor factori:cognitivi, școlari, emoționali, motivaționali, sociali.
Capacitatea cognitivă înaltă se observă prin diferențe atât la nivel cantitativ, cât și la nivel calitativ.
În acest model, foarte importantă este identificarea supradotarului, care se bazează atât pe probele psihometrice pentru măsurarea inteligenței, cât și pe procesele de informare (memorie vizuală, maturitate perceptivă etc), precum și pe observarea capacităților metacognitive în rezolvarea problemelor la o vârstă fragedă, pe strategiile de învățare și de rezolvare a problemelor. Este în egală măsură importantă observarea dezvoltării copilului în domeniul precocității și talentelor. 
MEPS se bazează pe următoarele diviziuni:
1. Identificarea prin evaluarea nivelului de dezvoltare a copilului sau adolescentului: preocupări, motivații, personalitate, inteligență, procesarea informației, capacitate meta-cognitivă, valorificarea aptitudinilor și talentelor copilului sau ale tânărului, adaptare (școlară, socială, personală și familială), rezolvarea problemelor etc.
2. Implementarea prin două arii:
dezvoltare cognitivă;
dezvoltare socială și emoțională.

În aria dezvoltării cognitive există trei aspecte fundamentale:
- amplificarea sau aprofundarea tematică prin conferințe sau studii pe teme specifice,de interes pentru copii și tineri (biologie, medicină, astronomie etc.);
- îmbunătățirea și dezvoltarea capacităților creative și de rezolvare a problemelor (copiii sunt învățați să gândească) prin diverse tehnici de lucru (programe, strategii de rezolvare a problemelor, tehnici destinate dezvoltării creativității prin realizarea unor activități ce stimulează fluiditatea,flexibilitatea, originalitatea și elaborarea);
- motivare pentru investigare (studiu independent) prin lucru individual sau în grupuri mici.

În aria dezvoltării sociale și emoționale există patru aspecte :
- tehnici de grup: rezolvarea conflictelor, acțiune prin consens, luarea de decizii etc.;
- dileme morale;
- abilități sociale;
- educație afectivo-sexuală.

Amplificarea (îmbogățirea) extracurriculară constǎ în conceperea unei serii de programe educative individualizate aplicate în grupuri mici în afara programului școlar, ele favorizând dezvoltarea integrală a elevului și mai buna dezvoltare a curriculum-ului; astfel, ele includ studiul disciplinelor sau ale acestor arii de învățare ce nu pot fi puse în practică la cursul obișnuit, putând fi folosite atât la nivelul primar,cât și la nivelul secundar.
Îmbogățirea poate fi efectuată pentru un singur individ sau pentru un grup de indivizi, de cǎtre un singur educator sau specialist ce nu e direct legat de domeniul educației, pentru o materie anume sau pentru studii generale.
Îmbogățirea permite amplificarea cunoștințelor la unele discipline ce pot fi incluse sau nu în cadrul orelor obișnuite. Clasele de îmbogățire au nevoie de prezența unui specialist care să poată răspunde la întrebările puse de elevii supradotați. Pe de altă parte, planificarea unei clase de îmbogățire trebuie să aibă în vedere grija față de individualitatea elevilor din grup, precum și diferențele dintre grupuri.
Evaluarea MEPS se referă la revizuirea și analiza elementelor din programele ce o compun.
Pentru realizarea evaluării unei lucrări a copilului sau a tânărului supradotat, profesorul trebuie să culeagă intr-un dosar date despre respectiva lucrare și să folosească apoi o fișă de control, ușurând astfel evaluarea (Alonso și Benito, 1992-apud Yolanda Benito).		
În cadrul MEPS se realizează următoarele programe:
1. La nivel școlar - în sprijinul cadrelor didactice:
programe de sprijin pentru profesori;
formarea profesioniștilor pentru echipele de orientare, sprijin extern, profesori pentru educație preșcolară, primară, secundară.
2. La nivel extrașcolar - în sprijinul elevilor :
programe educative individualizate și de grup, aplicate în afara programului școlar, pe parcursul anului școlar;
programe educative individualizate și de grup, pe timpul verii;
programe de sprijin pentru părinți;
programe privind schimburile de experiență și întâlnirile internaționale multi¬laterale.

Primele două programe, individualizate și de grup, favorizează dezvoltarea integrală și adaptarea elevului. Sunt utile pentru îmbunătățirea curriculumului, căci cuprind și permit realizarea unor serii de activități ce nu pot fi făcute într-o clasă obișnuită.
Al treilea tip de programe, cele de sprijin pentru părinți, permit informarea și formarea prin școală, precum și sensibilizarea cu privire la aceste probleme (cum s-a întâmplat prin cursurile din Badajoz, Santander, Salamanca, Valladolid, Câdiz, Victoria) și participarea la congresele naționale și internaționale.
Printre programele de schimb se numără cel din Lisabona (Portugalia), în 1995 sau Iași (România), în 1996; întâlnirile internaționale, cum a fost cea cu tinerii din 10 țări, organizată în Valladolid, în 1994, de către Centrul „Huerta del Rey", cu colaborarea Hayda, a Primăriei din Valladolid etc. și cu participarea a peste 60 de tineri din Portugalia, Marea Britanie, Franța, Olanda, Germania, România, Ungaria, Rusia și, bineînțeles, Spania.